# Tatuaje genital

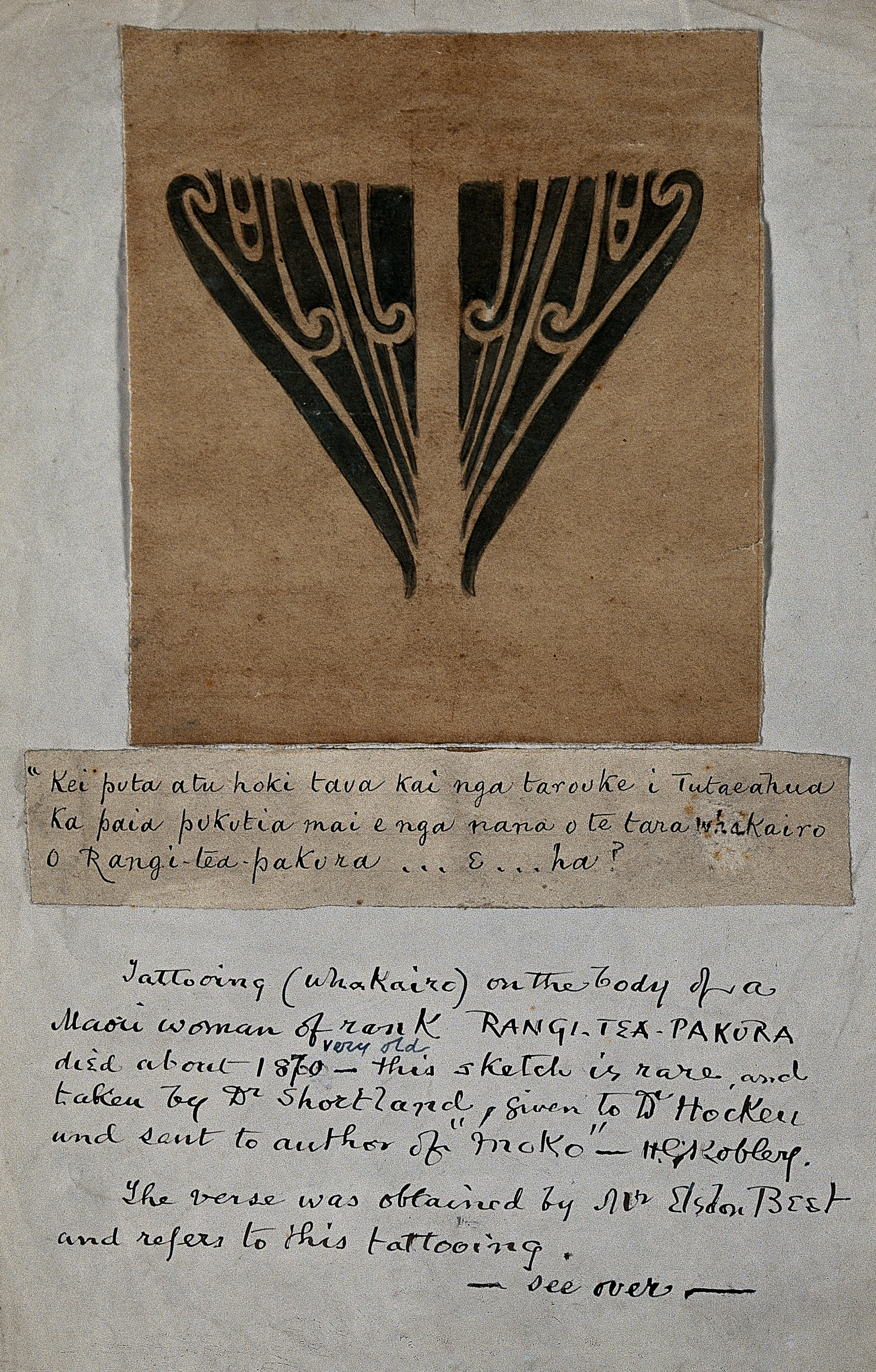
Diseño de un tatuaje genital de una mujer llamada Rangi-Tea-Pakura, de la tribu Maorí.

Un tatuaje genital (en inglés: genital tattooing) también conocido como decoración genital o grabado fálico es la práctica de colocar marcas permanentes en los órganos genitales masculinos y femeninos. En algunas culturas, los tatuajes que se pueden encontrar con mayor frecuencia, por ejemplo, en la cultura polinesia. En algunos casos, el tatuaje en el pene es exclusivo para el jefe o líder de una comunidad o tribu. El tatuaje genital se puede utilizar en casi toda el área del pene, incluyendo el prepucio, glande, el cuerpo, la piel del escroto, y los labios.
Hay varias razones posibles para esta práctica: tendencia (moda), no es visible públicamente o se emplea con fines decorativos; otros lo consideran una modificación corporal que puede mejorar el sexo. "La decoración corporal era considerada estética desde los albores de la humanidad", según Javier Angulo, urólogo especializado en prehistoria, por lo que esta actividad puede ser aún más antigua, probablemente de hace más de 100 000 años.
Existe el riesgo de contraer enfermedades e infecciones tales como hepatitis, psoriasis, vitiligo, entre otras, por la falta de higiene en los estudios y en los equipos.

## Historia
Se cree que esta actividad se practicaba hace más 10 000 años y otros afirman que fue hace 30 000, en la era del paleolítico superior. Investigadores y científicos poseen datos relevantes como piezas e imágenes arqueológicas donde se muestra esta actividad. Estos hallazgos han podido reafirmar la creencia de que esta actividad se practicaba hace muchos años, probablemente en la Edad del Cobre, en la Necrópolis de Varna, donde fue encontrado un objeto llamado "cubrepene" de oro a un hombre de 44 años. Este objeto data de hace más de 6000 años. Otros hallazgos son más antiguos, como el caso de una pequeña estatua con la forma de un pene, completamente decorada con más de 30 000 años.

## Motivos
Existen varias razones por las que una persona puede elegir este tipo de tatuajes. A menudo, la elección suele ser con fines decorativos, para mejorar la apariencia de los genitales, por simpatía o por temas relacionados con la parte sexual. Las mujeres han creado grandes diseños, incorporando en sus genitales dibujos tales como caras, animales, figuras, entre otros.
Algunas personas utilizan otras regiones del cuerpo para completar el trabajo realizado. Otros han utilizado el tatuaje genital en un contexto BDSM (bondage, dominación y sumisión y sadomasoquismo), por ejemplo, para indicar la "propiedad" de un sumiso por una dominante.
Casi toda la región genital masculina y femenina puede ser tatuada, incluyendo el cuerpo, el glande, la piel del escroto, la región púbica y los labios mayores.

## Riesgos
Como toda modificación que se realiza en el cuerpo, existen una serie de riesgos para la salud. Estos implican alergia, dolor, sangramiento, inflamaciones e infecciones como el VIH o Hepatitis B por la falta de asepsia en los equipos a utilizar. Otras infecciones como la psoriasis o vitiligo también se pueden dar. Decoloraciones y deformaciones en el dibujo también son causas de un mal procedimiento y, en algunos casos, la aparición de líquenes, costras, pus e incluso queloides, son pruebas de una infección.
La tinta que se aplica en la zona también puede ser peligrosa, debido a que en algunos casos son colorantes industriales, pueden ser tóxicos y hasta cancerígenos. Además de estos riesgos, existen otras variables que a tener en cuenta como vacunas, alteraciones o hemofilia, la higiene después del procedimiento, uso de antibióticos tópicos, entre otros.